# Arrondissement Mauléon
Mauléon is een voormalig arrondissement in het departement Pyrénées-Atlantiques in de Franse regio Nouvelle-Aquitaine. Het arrondissement werd op 17 februari 1800 gevormd en op 10 september 1926 opgeheven. De zes kantons werden bij de opheffing toegevoegd aan de arrondissementen Bayonne en Oloron-Sainte-Marie.

## Kantons
Het arrondissement was samengesteld uit de volgende kantons:
- kanton Iholdy - toegevoegd aan het arrondissement Bayonne
- kanton Mauléon-Licharre - toegevoegd aan het arrondissement Oloron-Sainte-Marie
- kanton Saint-Étienne-de-Baïgorry - toegevoegd aan het arrondissement Bayonne
- kanton Saint-Jean-Pied-de-Port - toegevoegd aan het arrondissement Bayonne
- kanton Saint-Palais - toegevoegd aan het arrondissement Bayonne
- kanton Tardets-Sorholus - toegevoegd aan het arrondissement Oloron-Sainte-Marie